# Mika Häkkinen
Pour les articles homonymes, voir Mika.
Mika Häkkinen, né le 28 septembre 1968 à Vantaa en Finlande, est un pilote automobile finlandais. Il débute en Formule 1 en 1991, et remporte deux fois le titre de champion du monde en 1998 et 1999. Il s'adjuge ses deux championnats avec McLaren-Mercedes en relevant à chaque fois le défi posé par Michael Schumacher et Ferrari, contre qui il se bat encore en 2000 quand le pilote allemand remporte son troisième titre mondial. Mika Häkkinen met un terme à son parcours en Formule 1 à la fin de la saison suivante où il remporte ses deux derniers Grand Prix, arrêtant son compteur à vingt victoires et vingt-six pole positions dans la discipline. Le 4 novembre 2007, il annonce la fin de sa carrière de pilote automobile, à 39 ans, après trois saisons en DTM. En 2008, il est nommé membre de la Laureus World Sports Academy. Il est aujourd'hui un des managers de son compatriote Valtteri Bottas.
Mika Häkkinen est un des trois champions du monde finlandais, après Keke Rosberg en 1982 et avant Kimi Räikkönen en 2007, mais il est le seul à être deux fois titré.

## Biographie

### Jeunesse  et débuts
Mika Häkkinen est né à Helsingin maalaiskunta (aujourd'hui Vantaa), en Finlande, le 28 septembre 1968. Il est le fils de Harri Häkkinen, opérateur radio et chauffeur de taxi à temps partiel, et d'Aila Häkkinen qui travaillait comme secrétaire. Häkkinen grandit avec sa sœur Nina, qui dirige un site de fans pour son frère jusqu'à sa fermeture en 1998. Mika Häkkinen vit dans la même rue que Mika Salo avec qui il se lie d'amitié. Dans son enfance, Häkkinen joue au hockey sur glace et au football.
À cinq ans, ses parents lui louent un kart pour qu'il puisse se rendre sur une piste près de chez eux. Lors de son premier tour, Häkkinen est impliqué dans un accident mais il s'en tire indemne. Son père rachète le karting d'Henri Toivonen. Il remporte sa première course de karting en 1975, au Keimola Motor Stadium. Il participe aux championnats régionaux de karting en 1978 et 1979 et remporte le Keimola Club Championship à deux reprises. Häkkinen connaît un nouveau succès, en 1980, en remportant la Coupe de Laponie suédoise et en terminant quatrième en catégorie 85 cm3 du championnat de Laponie. Häkkinen conduit également une Volkswagen Coccinelle sur les lacs gelés de Finlande avec son ami Mika Sohlberg.
En 1981, Häkkinen remporte son premier titre en championnat finlandais de karting catégorie 85 cm3. L'année suivante, il termine deuxième de la même catégorie en Formula Mini et remporte plus tard le Ronnie Peterson Memorial et la Salpauselka Cup à Lahti. Häkkinen passe alors en Formule Nordic 100 cm3 et, en 1983, devient champion dès sa première tentative ; il participe également aux courses par équipes (équipe A Junior) pour la Finlande aux côtés de Taru Rinne, Jaane Nyman et Marko Mankonen.
En 1984, Häkkinen remporte le titre de Formule Nordic et participe ensuite au championnat du monde de kart, à Liedolsheim. Il remporte son deuxième championnat consécutif de Formule Nordic en 1985, devant Jukka Savolainen. La même année, il participe au championnat nordique de Classe A et termine dauphin de Tom Kristensen. Häkkinen se rend à Parme pour participer au championnat du monde de kart où il abandonne avant la dernière manche en raison de problèmes mécaniques. En 1986, il remporte son troisième titre consécutif en Formule Nordic et participe également à des épreuves de karting en Europe. Pour poursuivre sa carrière, Häkkinen trouve un emploi, chez un ami qui répare des vélos.
En 1987, Häkkinen passe du karting à la course automobile, en achetant une Reynard de Formule Ford 1600 de l'année précédente à son compatriote JJ Lehto. Il participe aux championnats finlandais, suédois et nordiques de Formule Ford et remporte les trois titres dès sa première tentative avec un total de neuf victoires. Häkkinen participe également à deux courses du championnat EDFA 1600 et au Formula Ford Festival de Brands Hatch où il termine septième. En 1988, Häkkinen entre dans l'EFDA Formula GM Lotus Euroseries, avec l'équipe Dragon ; il remporte quatre victoires et termine deuxième du championnat, derrière Allan McNish. Il s'engage ensuite en Opel-Lotus EDFA Euroseries, remporte quatre victoires et devient champion avec 126 points, devançant son plus proche rival Henrik Larsen.
En 1990, il domine le relevé Championnat de Grande-Bretagne de Formule 3 et noue ses premiers contacts avec le monde de la Formule 1. Il effectue notamment ses premiers tours de roue au volant d'une Benetton Formula. À la fin de l'année, alors qu'il passe proche d'une victoire au Grand Prix automobile de Macao de Formule 3 : après avoir remporté la première manche, il est accroché par Michael Schumacher dans la deuxième manche. Didier Coton devient son manager et lui obtient un premier contrat en Formule 1 au sein du Team Lotus.

### Formule 1 avec Lotus

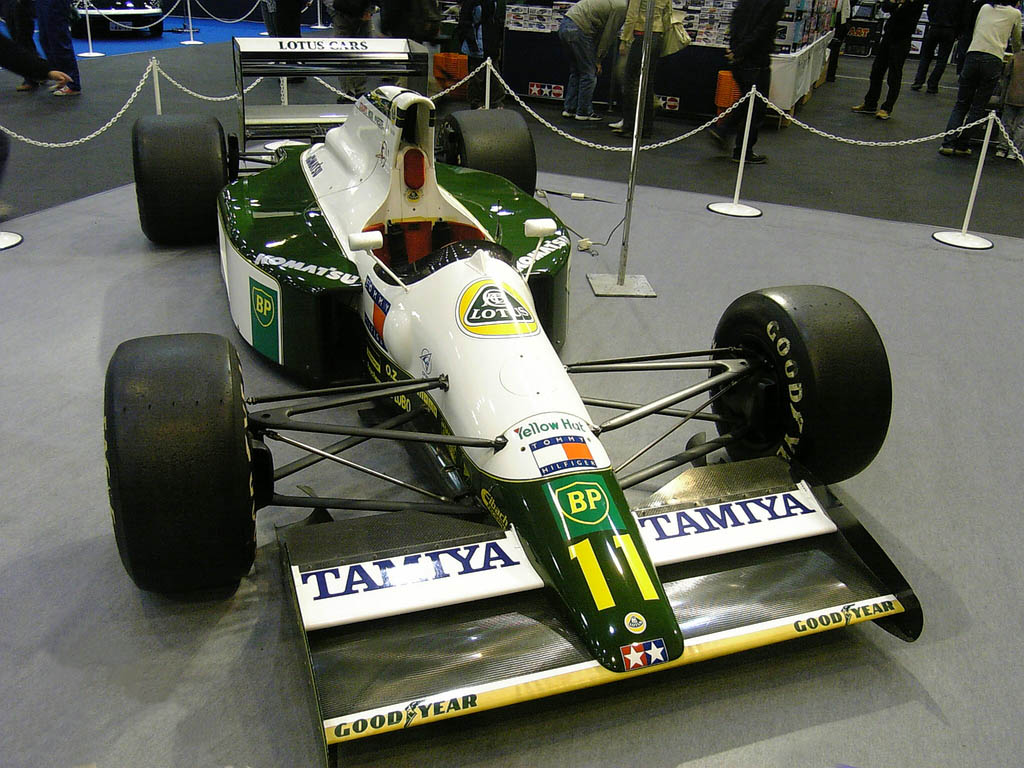
La Lotus 102B pilotée par Häkkinen en 1991.

Malgré le danger qui consiste à passer directement de la Formule 3 à la Formule 1 sans transiter par la Formule 3000, Mika Häkkinen réalise dès sa première saison de solides prestations, même si la faiblesse de son matériel ne lui permet guère d'espérer mieux que de se battre au fond du peloton.
En 1992, l'arrivée d'une nouvelle voiture lui offre l'occasion de se mettre plus souvent en évidence. Bien que malmené en vitesse pure par son coéquipier et ami Johnny Herbert, il réalise à nouveau de belles courses qui lui permettent de terminer huitième du championnat.

### Formule 1 avec McLaren, double champion du monde en 1998 et 1999

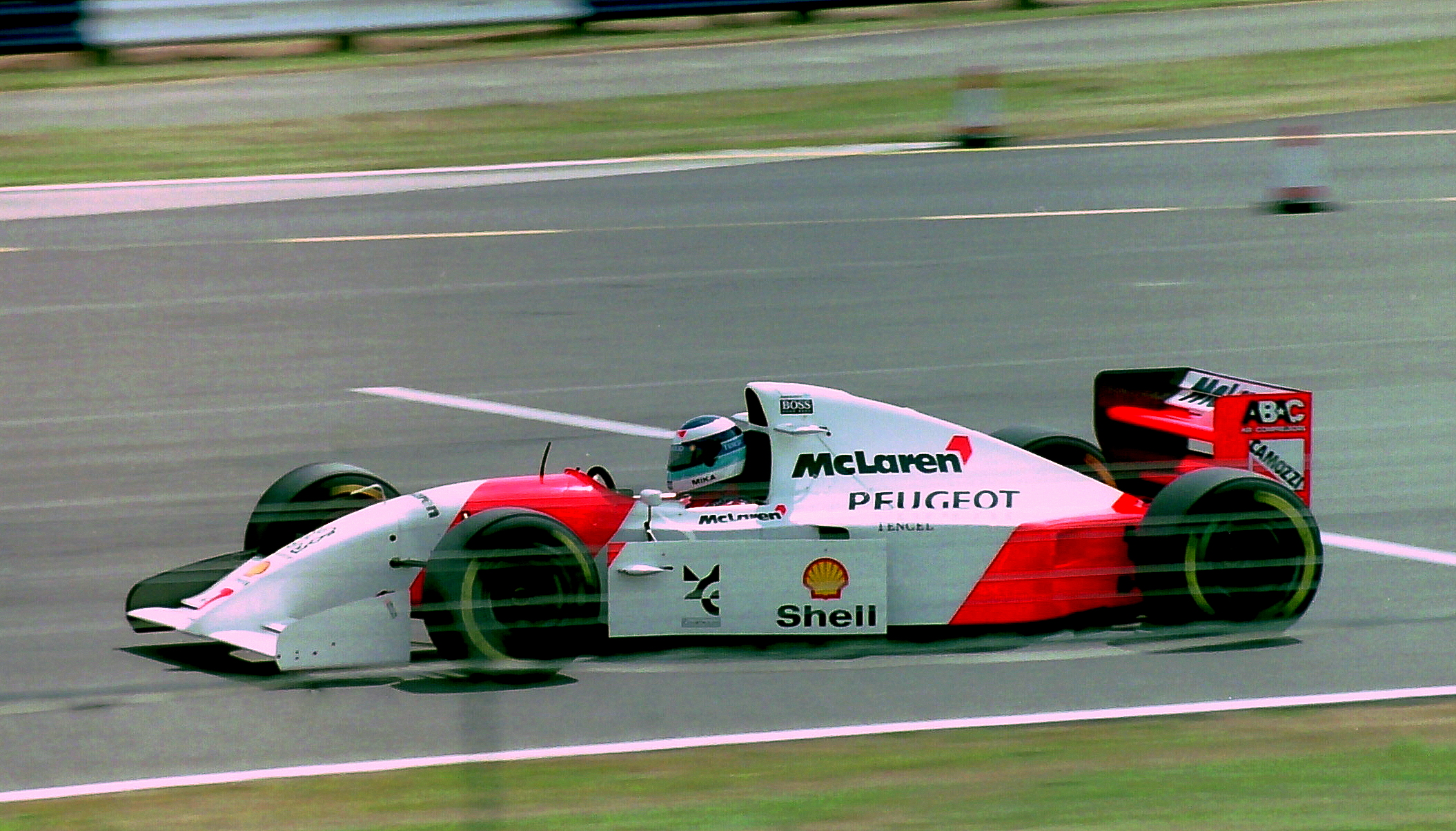
Mika Häkkinen sur la McLaren-Peugeot lors du Grand Prix de Grande-Bretagne 1994.

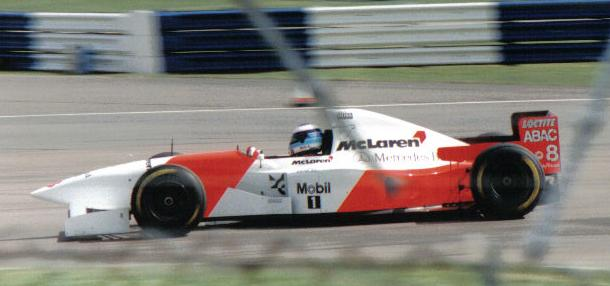
Mika Häkkinen sur une McLaren-Mercedes lors du Grand Prix de Grande-Bretagne 1995.

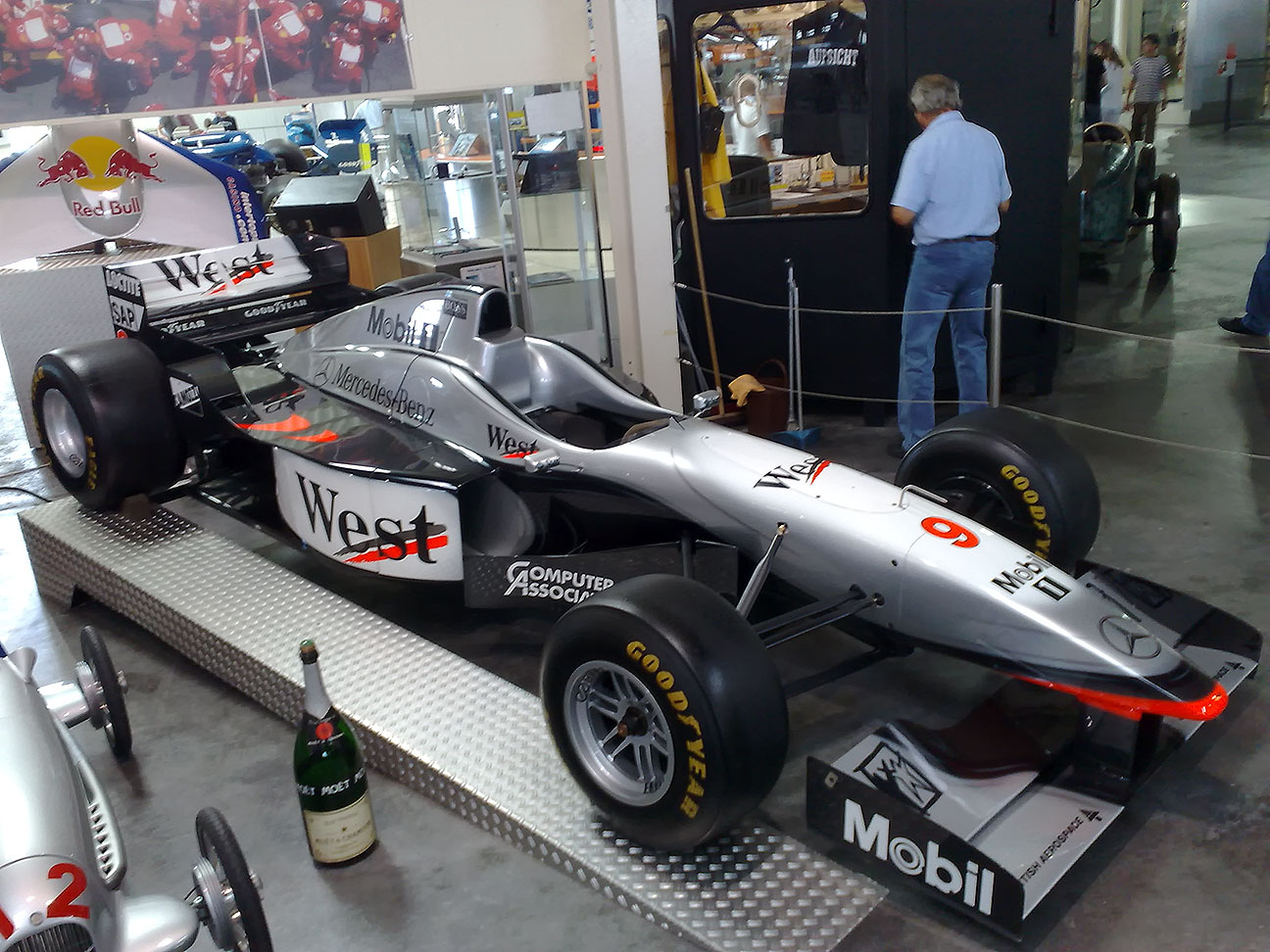
La McLaren MP4-12, monoplace avec laquelle Häkkinen a remporté sa première victoire.

À l'issue de cette deuxième saison en Formule 1, et à 24 ans Häkkinen devient très convoité sur le marché des transferts. Son nom est évoqué chez Williams-Renault pour épauler Alain Prost, des rumeurs insistantes l'envoient chez Ligier-Renault, mais il signe finalement chez McLaren-Ford. L'annonce surprend car McLaren a déjà engagé pour 1993 l'Américain Michael Andretti et tente également de conserver dans ses rangs Ayrton Senna : c'est en qualité de pilote-essayeur que Häkkinen commence la saison 1993.
Frustrante, sa position n'en est pas moins idéale pour parfaire son apprentissage de la Formule 1 à l'abri de toute pression. Afin de ne pas lui faire perdre les automatismes de la compétition, Ron Dennis lui offre deux courses de Coupe Porsche en lever de rideau des Grands Prix de Formule 1 et opposant de véritables spécialistes : le Finlandais les remporte haut la main.
Au mois de septembre, McLaren se sépare avant le terme de la saison d'Andretti, ce qui permet à Häkkinen de renouer avec les Grands Prix. Dès sa première apparition chez McLaren à Estoril, dans le cadre du Grand Prix du Portugal, Häkkinen se qualifie devant son équipier Ayrton Senna, en troisième position juste derrière les Williams. Sa course est plus délicate puisqu'il est victime d'une violente sortie de piste. Il se reprend en réalisant à Suzuka son premier podium, sous la pluie. Ses quatre points, obtenus grâce sa troisième place, auraient pu être accompagnés du point de la sixième place à Adélaïde où il abandonne sur un problème de freins.
Promu premier pilote chez McLaren à partir de 1994 après le départ de Senna, Häkkinen confirme être une valeur sûre du plateau. Mais au sein d'une équipe alors au creux de la vague et instable techniquement (multiples changements de motoriste avec le passage de Ford à Peugeot pour 1994 puis à Mercedes pour 1995) il ne se bat que pour les places d'honneur mais termine cependant à la quatrième place du championnat en 1994 avec notamment six podiums pour les débuts de Peugeot en F1, puis il termine septième du championnat en 1995 avec deux podiums pour les tous débuts du partenariat avec Mercedes.
Fin 1995, sa carrière semble même devoir s'arrêter prématurément à la suite d'une violente sortie de piste aux essais du Grand Prix d'Australie à Adélaïde. Sa McLaren déséquilibrée par une crevaison, il heurte à 200 km/h un muret de béton. Très rapidement pris en charge par des médecins expérimentés, l'un d'eux réalise sur place une trachéotomie sauvant ainsi la vie du pilote finlandais, contraint tout de même d'observer une longue convalescence. Le Finlandais effectue son retour au volant peu de temps avant le début de la saison 1996. Pour lui, le crash d'Adélaïde est une sorte de tournant dans sa vie, puisqu'il déclare : « Je vivais une adolescence prolongée, comme beaucoup de pilotes. D'un seul coup, j'ai basculé dans l'âge adulte. »[réf. nécessaire]
En 1996, Häkkinen prouve que son accident n'a en rien entamé ses qualités de pilote. De son crash, il conserve néanmoins une légère paralysie faciale, ainsi que de forts maux de tête. La faible compétitivité de la McLaren-Mercedes ne lui permet toujours pas de jouer la gagne et il doit se contenter de quatre troisièmes places comme meilleur résultat. Les choses changent en 1997 avec l'introduction par Mercedes d'un nouveau moteur qui combine performance et faible encombrement. Mais la fiabilité aléatoire du bloc allemand pose un problème. Ainsi, Häkkinen abandonne à trois reprises alors qu'il était en tête de la course, notamment à Silverstone, à cinq tours de l'arrivée. Il remporte néanmoins sa première victoire au dernier Grand Prix à Jerez, où son coéquipier David Coulthard et Jacques Villeneuve, sur Williams-Renault, ralenti par son accrochage avec Michael Schumacher, lui offrent la victoire en vue de l'arrivée. Il signe également sa première pole position lors du Grand Prix du Luxembourg. Il termine la saison 1997 à la sixième place avec 27 points.

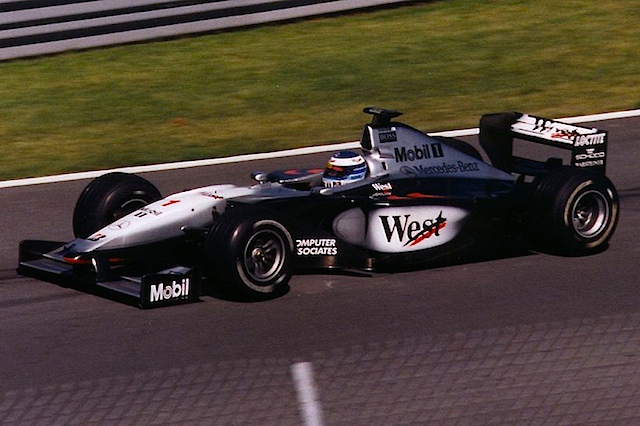
Mika Häkkinen au Grand Prix du Canada 1999.

En 1998, McLaren renforcée par l'arrivée de l'ingénieur Adrian Newey, confirme ses promesses de 1997 et Häkkinen remporte huit victoires, une course sur deux, et réalise neuf pole positions. Il doit pourtant attendre la dernière course de la saison pour être titré face à Michael Schumacher, et remporter son premier titre mondial. Il devient le premier pilote finlandais à être champion du monde depuis Keke Rosberg en 1982.
La saison 1999 voit s'amorcer un nouveau duel entre le Finlandais et le double champion du monde allemand. L'accident de Schumacher à mi-saison, où il se fracture la jambe, semble offrir une voie royale à Häkkinen mais, étonnamment fébrile et auteur de plusieurs erreurs inhabituelles ainsi que victime de soucis techniques, il doit batailler jusqu'à l'ultime course de la saison pour décrocher son deuxième titre mondial aux dépens d'Eddie Irvine qui comptait quatre points d'avance sur lui au départ du Grand Prix du Japon.
En 2000, un début de saison raté avec aucun point après deux courses, dû notamment à l'absence de fiabilité de sa monoplace, le contraint à une course-poursuite au championnat derrière Michael Schumacher. Le duel connaît son point d'orgue à la treizième des dix-sept courses de la saison, le Grand Prix de Belgique, avec le dépassement d'Häkkinen sur son rival allemand à quelques tours de l'arrivée, au prix d'une manœuvre à haut risque. Cependant, un abandon au Grand Prix des États-Unis, au moment où la première place paraissait accessible et alors qu'il comptait deux points d'avance sur Schumacher au championnat, le relègue à huit points de ce dernier, avec seulement deux Grands Prix encore à disputer. Le Grand Prix du Japon, extrêmement tendu entre les deux protagonistes, voit un nouveau duel et la victoire sur le fil de Schumacher, obligeant Häkkinen à se contenter du titre de vice-champion.
En 2001, ses performances sont plus irrégulières et sa machine accuse de nombreux soucis techniques, dont un au Grand Prix d'Espagne où, alors qu'il est en tête à l'entame du dernier tour, son embrayage le trahit à quelques hectomètres de l'arrivée. Il remporte ses deux dernières courses en Formule 1 à Silverstone et Indianapolis. Mika Häkkinen ne cache pas une certaine démotivation et annonce rapidement son désir de prendre une année sabbatique qui se transforme en retrait définitif de la Formule 1 car lassé, entre autres, par la remise en question de son leadership au profit de son coéquipier David Coulthard qui terminera second du championnat grâce à une voiture sensiblement plus fiable.

### DTM

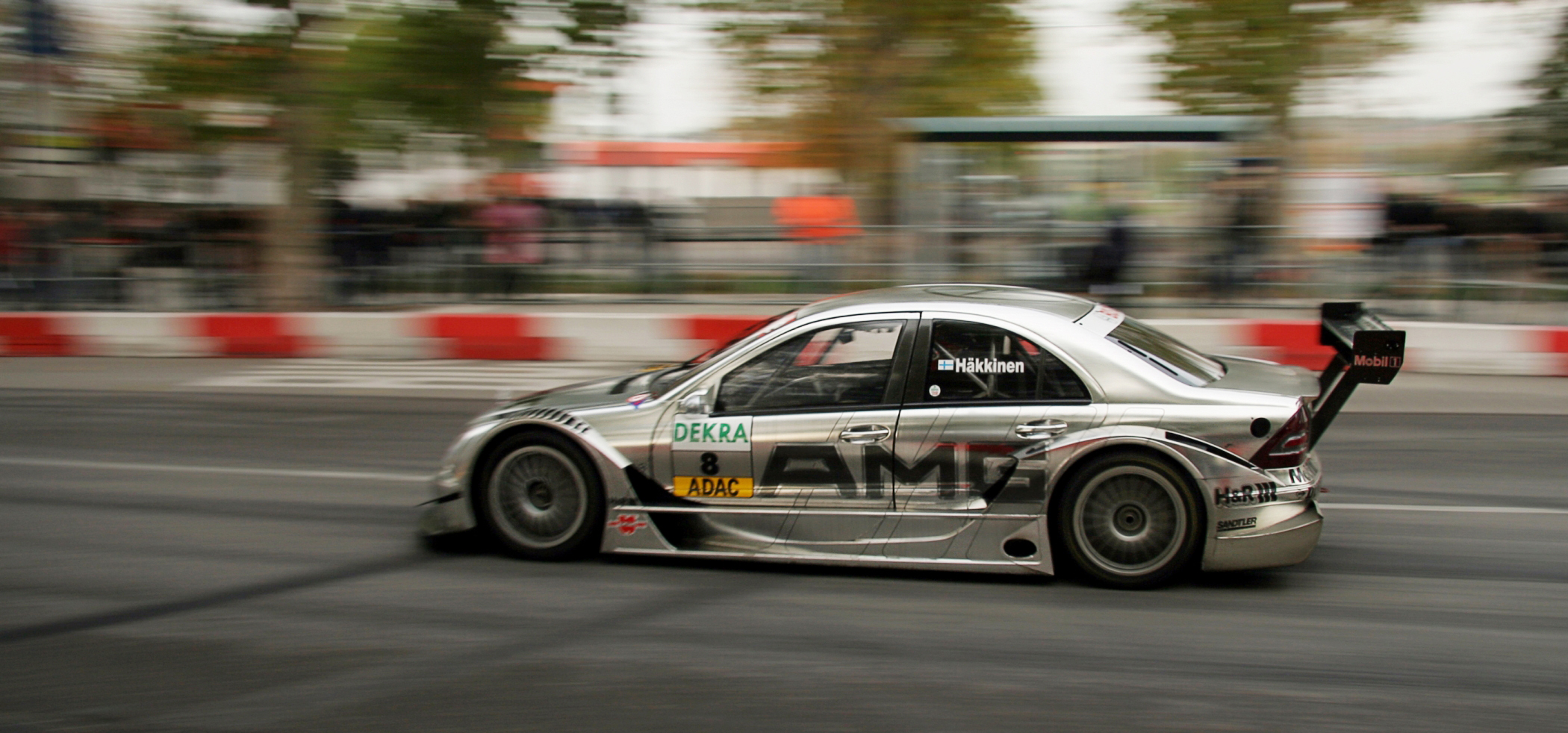
Hakkinen sur sa Mercedes de DTM lors d'une démonstration dans les rues de Stuttgart en 2006.

En 2004, alors que les dernières apparitions publiques du Finlandais avaient montré un homme à la silhouette très épaissie depuis son départ à la retraite, Häkkinen s'affiche à nouveau avec une forme de sportif de haut niveau, laissant entrevoir son désir de renouer avec la compétition. Après quelques courses dans la Coupe Porsche scandinave, il envisage même retour à la Formule 1, près de trois ans après son départ.
Au cœur de l'été 2004, il noue des contacts avec les écuries British American Racing et Williams F1 Team, sans concrétiser. Il se tourne finalement vers le championnat DTM où il devient, à partir de 2005, pilote officiel Mercedes. Sa première saison est prometteuse puisqu'il décroche une victoire à Spa-Francorchamps dès sa troisième course ainsi que de nombreuses arrivées dans les points qui lui valent de terminer cinquième du championnat. Il marque le pas en 2006 en se classant sixième sans la moindre victoire.
En fin de saison, son nom est à nouveau évoqué pour un possible retour en Formule 1. On parle de lui pour un éventuel poste de titulaire chez Scuderia Toro Rosso, mais également comme pilote essayeur chez McLaren, une rumeur que semble accréditer une séance d'essais privés le 30 novembre à Barcelone au volant de la MP4-21. Le Finlandais, qui n'avait plus piloté de Formule 1 depuis près de cinq ans, réalise à cette occasion des temps médiocres, à près de trois secondes au tour des meilleurs. L'expérience reste sans lendemain et Häkkinen décide finalement de rester en DTM.
En 2006 il est un temps évoqué pour faire son retour en F1 en tant que titulaire chez McLaren pour 2007 au même titre que Lewis Hamilton. Néanmoins il affirme plus tard qu'il n'aurait pas été totalement prêt et performant si l'équipe l'avait choisi et repoussé l'arrivée de Hamilton à 2008.
En 2007, il se classe huitième du championnat, avec néanmoins une deuxième victoire en championnat sur le Lausitzring et une autre au Mugello. Le 4 novembre 2007, il annonce sa retraite sportive à 39 ans. En 2008, il est nommé membre du Laureus World Sports Academy.

## Palmarès

### Formules de promotion
- Champion de Scandinavie de Formule Ford en 1987
- Champion de Formule Opel Eurosérie en 1988
- Champion d'Angleterre de Formule 3 en 1990

### Résultats en championnat du monde de Formule 1
Statistiques

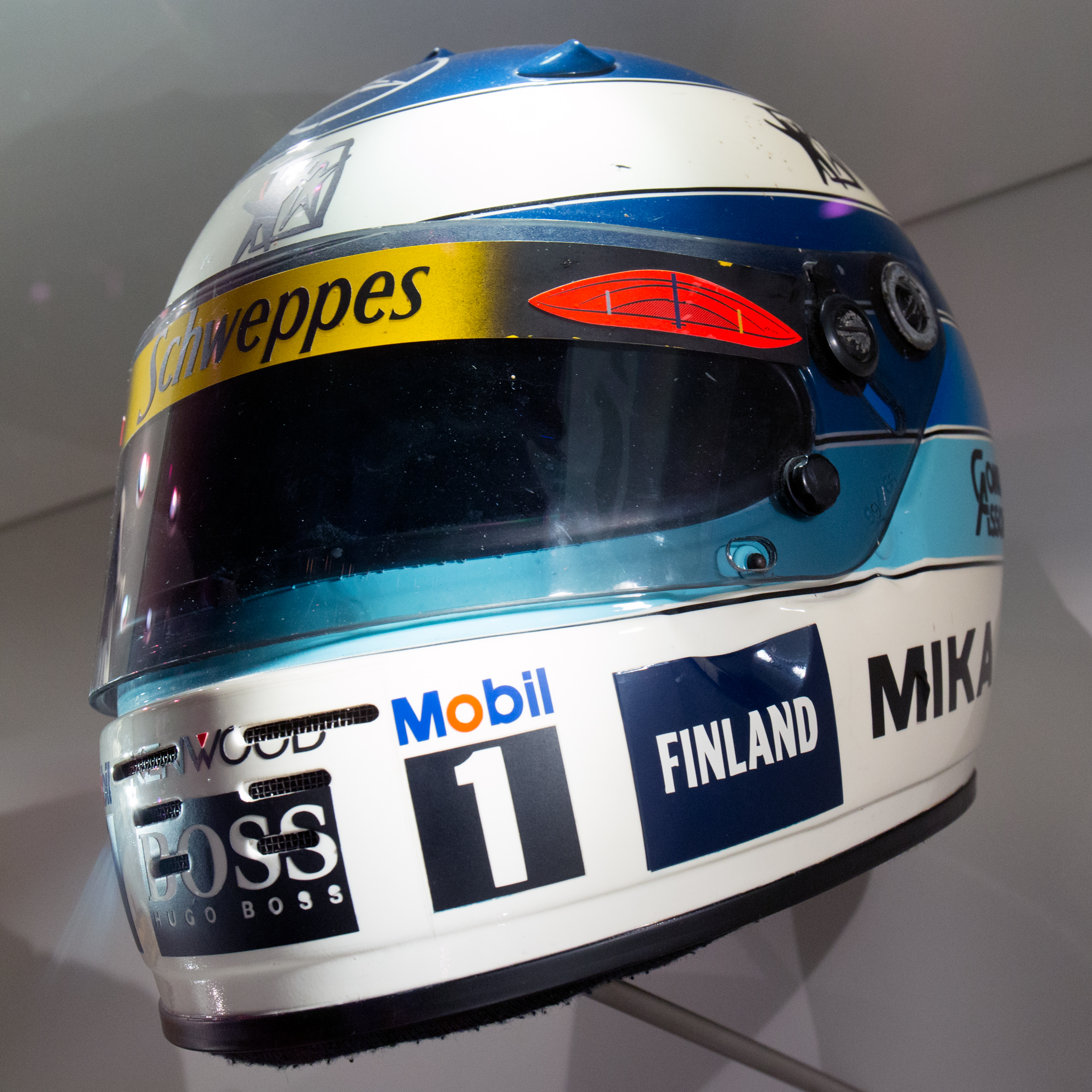
Le casque intégral de Mika Häkkinen signé Sid Mosca.

- 2 fois champion du monde de F1 (1998, 1999) ;
- 161 départs en Grand Prix ;
- 20 victoires ;
- 26 pole positions ;
- 51 podiums ;
- 25 meilleurs tours en course ;
- 420 points (moyenne de 2,6 points par Grand Prix) ;
- 83 entrées dans les points ;
- 1 488 tours en tête ;
- 48 fois en tête d'un Grand Prix ;
- 62 abandons ;
- 27 Grands Prix passés en tête du championnat du monde.

| Saison | Écurie                    | Châssis                | Moteur       | Pneus       | GP disputés | Pole positions | Victoires | Meilleurs tours | Podiums | Points inscrits | Classement |
| ------ | ------------------------- | ---------------------- | ------------ | ----------- | ----------- | -------------- | --------- | --------------- | ------- | --------------- | ---------- |
| 1991   | Team Lotus                | 102B                   | Judd V8      | Goodyear    | 15          | 0              | 0         | 0               | 0       | 2               | 15e        |
| 1992   | Team Lotus                | 102D 107               | Cosworth V8  | Goodyear    | 15          | 0              | 0         | 0               | 0       | 11              | 8e         |
| 1993   | Marlboro McLaren          | MP4/8                  | Cosworth V8  | Goodyear    | 3           | 0              | 0         | 0               | 1       | 4               | 15e        |
| 1994   | Marlboro McLaren Peugeot  | MP4/9                  | Peugeot V10  | Goodyear    | 15          | 0              | 0         | 0               | 6       | 26              | 4e         |
| 1995   | Marlboro McLaren Mercedes | MP4/10 MP4/10B MP4/10C | Mercedes V10 | Goodyear    | 15          | 0              | 0         | 0               | 2       | 17              | 7e         |
| 1996   | Marlboro McLaren Mercedes | MP4/11 MP4/11B         | Mercedes V10 | Goodyear    | 16          | 0              | 0         | 0               | 4       | 31              | 5e         |
| 1997   | West McLaren Mercedes     | MP4-12                 | Mercedes V10 | Goodyear    | 17          | 1              | 1         | 1               | 3       | 27              | 5e         |
| 1998   | West McLaren Mercedes     | MP4-13                 | Mercedes V10 | Bridgestone | 16          | 9              | 8         | 6               | 11      | 100             | Champion   |
| 1999   | West McLaren Mercedes     | MP4-14                 | Mercedes V10 | Bridgestone | 16          | 11             | 5         | 6               | 10      | 76              | Champion   |
| 2000   | West McLaren Mercedes     | MP4-15                 | Mercedes V10 | Bridgestone | 17          | 5              | 4         | 9               | 11      | 89              | 2e         |
| 2001   | West McLaren Mercedes     | MP4-16                 | Mercedes V10 | Bridgestone | 16          | 0              | 2         | 3               | 3       | 37              | 5e         |

### Victoires en championnat du monde de Formule 1
| #  | Année | Manche | Grand Prix      | Circuit           | Écurie           | Voiture | Résumé |
| -- | ----- | ------ | --------------- | ----------------- | ---------------- | ------- | ------ |
| 1  | 1997  | 17/17  | Europe          | Jerez             | McLaren-Mercedes | MP4-12  | Résumé |
| 2  | 1998  | 01/16  | Australie       | Albert Park       | McLaren-Mercedes | MP4-13  | Résumé |
| 3  | 1998  | 02/16  | Brésil          | Interlagos        | McLaren-Mercedes | MP4-13  | Résumé |
| 4  | 1998  | 05/16  | Espagne         | Barcelone         | McLaren-Mercedes | MP4-13  | Résumé |
| 5  | 1998  | 06/16  | Monaco          | Monaco            | McLaren-Mercedes | MP4-13  | Résumé |
| 6  | 1998  | 10/16  | Autriche        | A1-Ring           | McLaren-Mercedes | MP4-13  | Résumé |
| 7  | 1998  | 11/16  | Allemagne       | Hockenheim        | McLaren-Mercedes | MP4-13  | Résumé |
| 8  | 1998  | 15/16  | Luxembourg      | Nürburgring       | McLaren-Mercedes | MP4-13  | Résumé |
| 9  | 1998  | 16/16  | Japon           | Suzuka            | McLaren-Mercedes | MP4-13  | Résumé |
| 10 | 1999  | 02/16  | Brésil          | Interlagos        | McLaren-Mercedes | MP4-14  | Résumé |
| 11 | 1999  | 05/16  | Espagne         | Barcelone         | McLaren-Mercedes | MP4-14  | Résumé |
| 12 | 1999  | 06/16  | Canada          | Montréal          | McLaren-Mercedes | MP4-14  | Résumé |
| 13 | 1999  | 11/16  | Hongrie         | Hungaroring       | McLaren-Mercedes | MP4-14  | Résumé |
| 14 | 1999  | 16/16  | Japon           | Suzuka            | McLaren-Mercedes | MP4-14  | Résumé |
| 15 | 2000  | 05/17  | Espagne         | Barcelone         | McLaren-Mercedes | MP4-15  | Résumé |
| 16 | 2000  | 10/17  | Autriche        | A1-Ring           | McLaren-Mercedes | MP4-15  | Résumé |
| 17 | 2000  | 12/17  | Hongrie         | Hungaroring       | McLaren-Mercedes | MP4-15  | Résumé |
| 18 | 2000  | 13/17  | Belgique        | Spa-Francorchamps | McLaren-Mercedes | MP4-15  | Résumé |
| 19 | 2001  | 11/17  | Grande-Bretagne | Silverstone       | McLaren-Mercedes | MP4-16  | Résumé |
| 20 | 2001  | 16/17  | États-Unis      | Indianapolis      | McLaren-Mercedes | MP4-16  | Résumé |

### Résultats en DTM

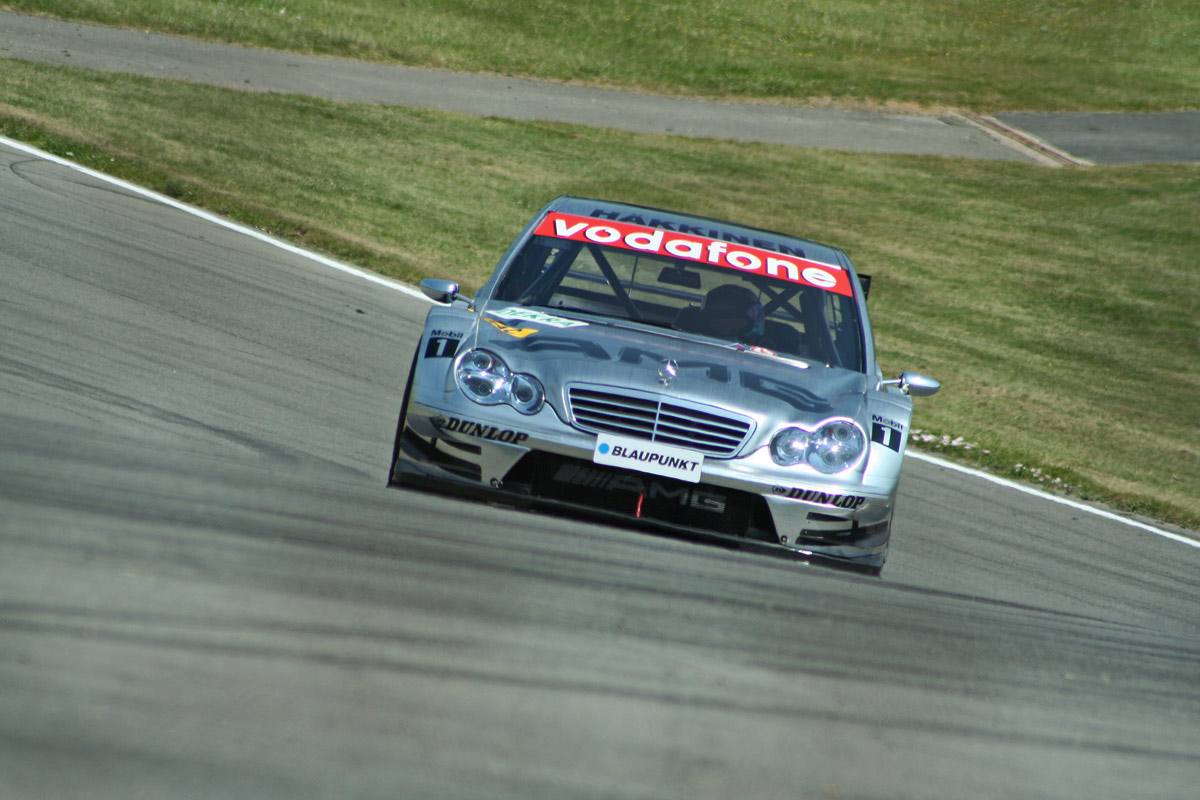
Mika Häkkinen en DTM, sur le circuit de Brands Hatch, en 2006

| Année | Voiture                  | Équipe   | Courses disputées | Victoires | Pole positions | Podiums | Records du tour | Points inscrits | Classement |
| ----- | ------------------------ | -------- | ----------------- | --------- | -------------- | ------- | --------------- | --------------- | ---------- |
| 2005  | AMG-Mercedes C-Klasse 05 | HWA Team | 11                | 1         | 1              | 2       | 3               | 30              | 5e         |
| 2006  | AMG-Mercedes C-Klasse 06 | HWA Team | 10                | 0         | 0              | 3       | 2               | 25              | 6e         |
| 2007  | AMG-Mercedes C-Klasse 07 | HWA Team | 10                | 2         | 2              | 0       | 0               | 22              | 8e         |